# Connie Hedegaard
Connie Hedegaard, född 15 september 1960 i Holbæk, är en dansk politiker. Hon företräder Konservative Folkeparti och har varit ledamot av Folketinget 1984-1990 samt 2005-2009. Hon var miljöminister 2004-2007 i Regeringen Anders Fogh Rasmussen I och II samt klimat- och energiminister 2007-2009 som medlem i Regeringen Anders Fogh Rasmussen III och Regeringen Lars Løkke Rasmussen I.
Hedegaard nominerades i november 2009 till EU-kommissionär i Kommissionen Barroso II med ansvar för klimatfrågor.
Samtidigt avgick hon som klimat- och energiminister, men kvarstod i regeringen som minister för Förenta nationernas klimatkonferens i Köpenhamn 2009.
Hedegaard ledde konferensens förhandlingar under de första tio dagarna men avgick oväntat den 16 december 2009  och ersattes av dåvarande statsminister Lars Løkke Rasmussen. Den 10 februari 2010 tillträdde hon tjänsten som EU-kommissionär.
Hedegaard har en magisterexamen i litteratur och historia. Åren 1990-2004 arbetade hon som journalist, till en början på Berlingske Tidende och från 1994 på Danmarks Radio.

## Utmärkelser
- Publicistprisen,  2003[4]
- Kommendör av Dannebrogorden,  2005

[Redigera Wikidata]